# فرقة المشاة 189 (فيرماخت)
فرقة المشاة 189 فرقة احتياطية من الجيش الألماني في الحرب العالمية الثانية.

## التاريخ التشغيلي
في عام 1944، كانت الفرقة في جنوب فرنسا، وقاتلت ضد الحلفاء الغربيين في عملية دراغون.

## ترتيب المعركة
1944
- فوج غرينادير الاحتياطي الخامس عشر (كتيبتان)
- فوج غرينادير الاحتياطي الثامن والعشرون (ثلاث كتائب)
- 28 كتيبة المدفعية الاحتياطية الثامنة والعشرين
- 9 كتيبة الاحتياط بايونير
- 1089 وحدة الخدمات الإدارية [1]

1945
- 1007 كتيبة الأمن
- 1021 كتيبة الأمن
- 1181 كتيبة المدفعية
- 806 كتيبة SS-Machinegun